# Manchester United F.C. mùa bóng 1947–48
Mùa giải 1947-48 là mùa giải lần thứ 46 của Manchester United ở The Football League và lần thứ ba ở Giải hạng nhất Anh vì sự thăng hạng từ Giải hạng hai Anh trong năm 1938. Đội bóng kết thúc mùa giải với vị trí thứ hai nhưng đã dành chức vô địch FA Cup 1947-1948 với một chiến thắng 4-2 trước Blackpool trong trận chung kết tại Sân vận động Wembley, kết thúc 37 năm chờ đợi của câu lạc bộ cho một danh hiệu lớn.

## Các trận giao hữu
| Thời gian                | Đối thủ              | H/A | Tỷ số Bt-Bb | Cầu thủ ghi bàn                    | Số lượng khán giả |
| ------------------------ | -------------------- | --- | ----------- | ---------------------------------- | ----------------- |
| ngày 12 tháng 5 năm 1948 | Bohemians Select XI  | A   | 1 – 2       | Mitten 32'                         | 37,500            |
| ngày 16 tháng 5 năm 1948 | Shelbourne Select XI | N   | 4 – 3       | Buckle (2), Anderson, Leuty (o.g.) | 25,000            |
| ngày 19 tháng 5 năm 1948 | Linfield             | A   | 3 – 2       | Morris, Buckle, Rowley             | 30,000            |

## Giải hạng nhất Anh
| Thời gian                 | Đối thủ                 | H/A | Tỷ số Bt-Bb | Cầu thủ ghi bàn                          | Số lượng khán giả |
| ------------------------- | ----------------------- | --- | ----------- | ---------------------------------------- | ----------------- |
| ngày 23 tháng 8 năm 1947  | Middlesbrough           | A   | 2 – 2       | Rowley (2)                               | 39,554            |
| ngày 27 tháng 8 năm 1947  | Liverpool               | H   | 2 – 0       | Morris, Pearson                          | 52,385            |
| ngày 30 tháng 8 năm 1947  | Charlton Athletic       | H   | 6 – 2       | Rowley (4), Morris, Pearson              | 52,659            |
| ngày 3 tháng 9 năm 1947   | Liverpool               | A   | 2 – 2       | Mitten, Pearson                          | 48,081            |
| ngày 6 tháng 9 năm 1947   | Arsenal                 | A   | 1 – 2       | Morris                                   | 64,905            |
| ngày 8 tháng 9 năm 1947   | Burnley                 | A   | 0 – 0       |                                          | 37,517            |
| ngày 13 tháng 9 năm 1947  | Sheffield United        | H   | 0 – 1       |                                          | 49,808            |
| ngày 20 tháng 9 năm 1947  | Manchester City         | A   | 0 – 0       |                                          | 71,364            |
| ngày 27 tháng 9 năm 1947  | Preston North End       | A   | 1 – 2       | Morris                                   | 34,372            |
| ngày 4 tháng 10 năm 1947  | Stoke City              | H   | 1 – 1       | Hanlon                                   | 45,745            |
| ngày 11 tháng 10 năm 1947 | Grimsby Town            | H   | 3 – 4       | Mitten, Morris, Rowley                   | 40,035            |
| ngày 18 tháng 10 năm 1947 | Sunderland              | A   | 0 – 1       |                                          | 37,148            |
| ngày 25 tháng 10 năm 1947 | Aston Villa             | H   | 2 – 0       | Delaney, Rowley                          | 47,078            |
| ngày 1 tháng 11 năm 1947  | Wolverhampton Wanderers | A   | 6 – 2       | Morris (2), Pearson (2), Delaney, Mitten | 44,309            |
| ngày 8 tháng 11 năm 1947  | Huddersfield Town       | H   | 4 – 4       | Rowley (4)                               | 59,772            |
| ngày 15 tháng 11 năm 1947 | Derby County            | A   | 1 – 1       | Carey                                    | 32,990            |
| ngày 22 tháng 11 năm 1947 | Everton                 | H   | 2 – 2       | Cockburn, Morris                         | 35,509            |
| ngày 29 tháng 11 năm 1947 | Chelsea                 | A   | 4 – 0       | Morris (3), Rowley                       | 43,617            |
| ngày 6 tháng 12 năm 1947  | Blackpool               | A   | 1 – 1       | Pearson                                  | 63,683            |
| ngày 13 tháng 12 năm 1947 | Blackburn Rovers        | A   | 1 – 1       | Morris                                   | 22,784            |
| ngày 20 tháng 12 năm 1947 | Middlesbrough           | H   | 2 – 1       | Pearson (2)                              | 46,666            |
| ngày 25 tháng 12 năm 1947 | Portsmouth              | H   | 3 – 2       | Morris (2), Rowley                       | 42,776            |
| ngày 27 tháng 12 năm 1947 | Portsmouth              | A   | 3 – 1       | Morris (2), Delaney                      | 27,674            |
| ngày 1 tháng 1 năm 1948   | Burnley                 | H   | 5 – 0       | Rowley (3), Mitten (2)                   | 59,838            |
| ngày 3 tháng 1 năm 1948   | Charlton Athletic       | A   | 2 – 1       | Morris, Pearson                          | 40,484            |
| ngày 17 tháng 1 năm 1948  | Arsenal                 | H   | 1 – 1       | Rowley                                   | 81,962            |
| ngày 31 tháng 1 năm 1948  | Sheffield United        | A   | 1 – 2       | Rowley                                   | 45,189            |
| ngày 14 tháng 2 năm 1948  | Preston North End       | H   | 1 – 1       | Delaney                                  | 61,765            |
| ngày 21 tháng 2 năm 1948  | Stoke City              | A   | 2 – 0       | Buckle, Pearson                          | 36,794            |
| ngày 6 tháng 3 năm 1948   | Sunderland              | H   | 3 – 1       | Delaney, Mitten, Rowley                  | 55,160            |
| ngày 17 tháng 3 năm 1948  | Grimsby Town            | A   | 1 – 1       | Rowley                                   | 12,284            |
| ngày 20 tháng 3 năm 1948  | Wolverhampton Wanderers | H   | 3 – 2       | Delaney, Mitten, Morris                  | 50,667            |
| ngày 22 tháng 3 năm 1948  | Aston Villa             | A   | 1 – 0       | Pearson                                  | 52,368            |
| ngày 26 tháng 3 năm 1948  | Bolton Wanderers        | H   | 0 – 2       |                                          | 71,623            |
| ngày 27 tháng 3 năm 1948  | Huddersfield Town       | A   | 2 – 0       | Burke, Pearson                           | 38,266            |
| ngày 29 tháng 3 năm 1948  | Bolton Wanderers        | A   | 1 – 0       | Anderson                                 | 44,225            |
| ngày 3 tháng 4 năm 1948   | Derby County            | H   | 1 – 0       | Pearson                                  | 49,609            |
| ngày 7 tháng 4 năm 1948   | Manchester City         | H   | 1 – 1       | Rowley                                   | 71,690            |
| ngày 10 tháng 4 năm 1948  | Everton                 | A   | 0 – 2       |                                          | 44,198            |
| ngày 17 tháng 4 năm 1948  | Chelsea                 | H   | 5 – 0       | Pearson (2), Delaney, Mitten, Rowley     | 43,225            |
| ngày 28 tháng 4 năm 1948  | Blackpool               | A   | 0 – 1       |                                          | 32,236            |
| ngày 1 tháng 5 năm 1948   | Blackburn Rovers        | H   | 4 – 1       | Pearson (3), Delaney                     | 44,439            |

| # | Câu lạc bộ        | Tr | T  | H  | B  | Bt | Bb | Hs  | Điểm |
| - | ----------------- | -- | -- | -- | -- | -- | -- | --- | ---- |
| 1 | Arsenal           | 42 | 23 | 13 | 6  | 81 | 32 | +49 | 59   |
| 2 | Manchester United | 42 | 19 | 14 | 9  | 81 | 48 | +33 | 52   |
| 3 | Burnley           | 42 | 20 | 12 | 10 | 56 | 43 | +23 | 52   |

## FA Cup
| Thời gian           | Vòng đấu  | Đối thủ           | H/A                    | Tỷ số Bt-Bb | Cầu thủ ghi bàn                          | Số lượng khán giả |
| ------------------- | --------- | ----------------- | ---------------------- | ----------- | ---------------------------------------- | ----------------- |
| 10 tháng 1 năm 1948 | Vòng 3    | Aston Villa       | Villa Park             | 6 – 4       | Morris (2), Pearson (2), Delaney, Rowley | 58,683            |
| 24 tháng 1 năm 1948 | Vòng 4    | Liverpool         | H                      | 3 – 0       | Mitten, Morris, Rowley                   | 74,000            |
| 7 tháng 2 năm 1948  | Vòng 5    | Charlton Athletic | H                      | 2 – 0       | Mitten, Warner                           | 33,312            |
| 28 tháng 2 năm 1948 | Vòng 6    | Preston North End | H                      | 4 – 2       | Pearson (2), Mitten, Rowley              | 74,213            |
| 13 tháng 3 năm 1948 | Bán kết   | Derby County      | Hillsborough Stadium   | 3 – 1       | Pearson (3)                              | 60,000            |
| 24 tháng 4 năm 1948 | Chung kết | Blackpool         | Wembley Stadium (1923) | 4 – 2       | Rowley (2), Anderson, Pearson            | 99,000            |